# ギリシャ語訳聖書

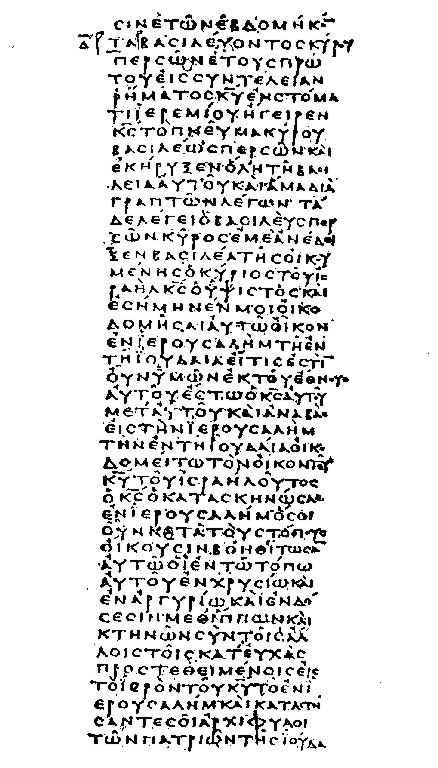
『七十人訳聖書』の断片

ギリシャ語訳聖書（ギリシャごやくせいしょ、英語: Bible translations into Greek）はキリスト教聖書（旧約・新約）のギリシャ語への翻訳である。

## 紀元1500年以前
『七十人訳聖書』（略称：LXX）はキリスト教聖書の最初の外国語翻訳であった。この聖書は古代ギリシア語のアッティカ方言およびイオニア方言を基盤にしたコイネー・ギリシャ語で書かれていて、ユダヤ教聖書『タナハ』（旧約聖書）はヘブライ語およびアラム語から翻訳された。なお、新約聖書のギリシャ語テキストには、テクストゥス・レセプトゥス、ネストレ・アーラント、ウェストコット・ホートなどがある。
この時期、この他にシノペのアキラなどがユダヤ教聖書の部分訳を試みていて、断片が残っている。

## 紀元1500年以後
古代ギリシャ語は時と共に現代ギリシャ語へ変化してきており、また様々な考えの人たちが出てきて、いくつかのギリシャ語訳聖書が出て来た。
1638年に、改革派のキリロス・ルカリスの主導で、口語ギリシャ語を使った新約聖書がジュネーブで出版された。
1703年には、近代ギリシャ語の新約聖書がミティリーニのセラフィム（Seraphim of Mytulene）により作られたが、これはその翌年コンスタンティノープル総主教庁により正式に禁止された。
1850年、カサレヴサ・ギリシャ語（現代文語）の「旧新訳全書」をネオフィトス・ヴァムヴァス（Neophytos Vamvas）が20年の歳月をかけて完成している。彼はアテネ大学の学部長であった。
1901年、アレクサンドロス・パリス（Alexandros Pallis）は「四福音書」を現代ギリシャ語に翻訳して、これは『エヴァンゲリカ』（ギリシア語: Ευαγγελικά）として知られている。このことが新聞で発表されると、大学生たちが大騒ぎを起こし、彼はギリシャの宗教的、国民的一致を壊し、国をスラブ人やトルコ人に売ろうとしていると主張した。このためギリシャ正教会シノドは、今後ギリシャ語訳聖書のあらゆる翻訳は無効であるとした。
1967年、アテネ大学の学者たちが、『テクストゥス・レセプトゥス』をもとに新約聖書を翻訳・出版した。
1994年、ヴァムヴァス聖書（1850年）のデモティキ・ギリシャ語（現代口語）への改訂版が出版された。これはギリシャ福音派教会が使っていて、正教会も認めている。
さらに、アテネ大学とテッサロニキ大学の教授12人も、ギリシャ聖書協会のサポートの下に、1960年代からデモティキ・ギリシャ語への翻訳を進めていて、1985に新約聖書が、1997年に旧約聖書が出版された。これはギリシャ正教会シノドが承認していて、また福音派教会もカリスマ派教会も使っている。この聖書の英語名は『Today's Greek Bible』である。

## 参照項目
- 聖書翻訳
- 言語別聖書の一覧